# Église Saint-Barthélemy de Rion-des-Landes
Pour les articles homonymes, voir Église Saint-Barthélémy.
L'église Saint-Barthélemy est une église paroissiale catholique située dans la commune de Rion-des-Landes, dans le département français des Landes. Aujourd'hui rattachée à la paroisse de Notre-Dame du Midadour et au diocèse d'Aire et Dax, l'église fut construite fortifiée au Moyen Âge, elle est ensuite remaniée pendant la Renaissance et fut le lieu des premières réunions et élections municipales de la commune lors de sa conversion en Temple de la Raison pendant la Révolution française. Les derniers grands travaux du XIXe siècle lui ont donné sa majesté actuelle. Elle possède en son clocher la plus vieille cloche du département des Landes, datant du XIVe siècle, elle est classée depuis le 5 juin 2003.

## Histoire

### Moyen Âge
L'histoire commence au XIe siècle avec l'édification sur un tertre naturel, d'une chapelle romane dédiée à Notre-Dame,.
En 1152, l'Aquitaine devient anglaise par le mariage d'Aliénor d'Aquitaine avec Henri II de Plantagenêt rattachant ainsi l'Aquitaine au royaume Anglo-angevin. Dan ce contexte de tension entre anglais et français, les églises landaises sont fortifiées afin de protéger les populations. La chapelle Notre-Dame fut remplacée en 1220 par une église forteresse romane dont le seul vestige est le portail roman actuel qui date entre le xiie siècle et le xiiie siècle. L'édifice était entouré d'une enceinte de murs crénelés de cinq mètres de haut et d'un mètre d'épaisseur avec une tour quadrangulaire de trois étages qui protégeait la porte d'entré située à sa base, cette tour de défense fut ensuite convertie en prison. Le cimetière se trouvait dans l'enceinte,,.
Vers 1380, une cloche y est attribuée. C'est la plus ancienne cloche recensée dans les Landes,.
L'église forteresse fut reconstruite entre le xve siècle et le xvie siècle dans un style gothique, avec un vaisseau unique (la nef) qui se prolongeait de l'abside actuel (le chevet) jusqu'à une deuxième abside côté occidental qui était à l'emplacement du portail néo roman actuel. Le bas-côté nord est construit à cette époque. Un clocher donjon percé de meurtrière est édifié avec une flèche en bois recouverte d'ardoise, le tout mesurant 36 mètres de haut. Sous la toiture de la nef, les murs Nord et Sud était percées chacun de cinq meurtrières droite et d'un créneau placé contre le clocher donjon. Un escalier en colimaçon permettait d'accéder au comble de la nef. Les murs des combles de la nef portent des traces des cheminées qui durent servir à faire cuire des aliments pour la garnison et peut-être à faire bouillir des liquides à jeter sur les assaillants. L'abside occidentale était percée de chaque côté nord et sud de quatre créneaux carrés,,,. 
L'abside côté oriental possédait l'autel principal dédié à saint Barthélemy, trois sacristies y étaient accolées dont une placée au nord-est présentait une fenêtre meurtrière. Il y avait également deux autres autels dédié à saint Jean et à saint Michel. Une chapelle hors-œuvre dédiée à Notre-Dame était accolée à la nef. L'abside côté occidental se composait de la porte d'entrée qui se trouvait au nord et abritait l'autel dédié à saint Roch et les fonts baptismaux,,. 

Durant la guerre de Cent Ans, Rion et son église ont connu de nombreux sièges, la seigneurie de Rion est généralement nommée dans les armistices ou traités de paix provisoirement conclus entre les rois d'Angleterre et les seigneurs d'Albret. Une première fois le 19 mai 1383, le sire d'Albret et le roi d'Angleterre signèrent une trêve de trois ans. Une seconde document daté du 22 avril 1407 déclare une trêve concernant « le loc d'Arrions et la Gleysa »,. 

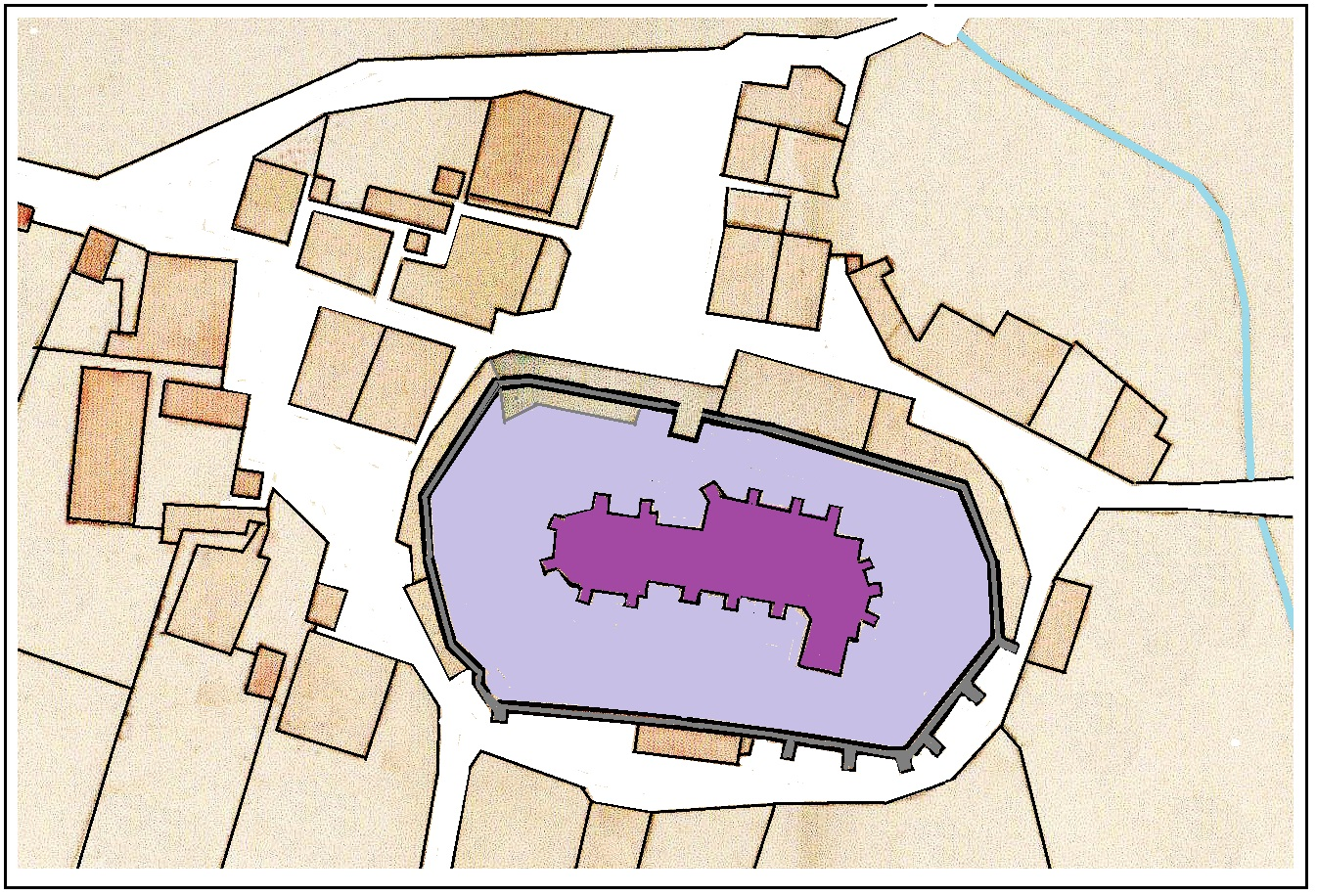
L'église en violet, avec son enceinte fortifiée, cadastre du début du XIXe siècle.

### Révolution française, la Terreur
Avant la Révolution, le curé prélevait une dime en grain qui se montait à 4 750 livres dont le curé en avait les neuf dixièmes, il avait aussi le dixième de la dîme des agneaux, chevreaux et abeilles.
En 1789, la baronnie de Rion devient une municipalité, le curé en place Jean Napias refuse le serment de la Constitution civile du clergé, simule le folie et se retire à Baigts chez ses parents en 1791. La municipalité rionnaise installe dans cette période révolutionnaire un curé constitutionnel.
L'église Saint-Barthélemy devient le lieu des premières élections municipales comme celle du 22 novembre 1791 : les électeurs élisaient d'abord le président de la séance, ensuite le maire élu pour un mandat de an (cette année Jean Dupouy élu maire), puis trois officiers municipaux, six notables et le procureur. Idem le 22 novembre 1792 en l'église sont élus Jacques Maques maire de Rion et le reste du conseil municipal. À partir de 1793, les séances sont établies dans une maison commune.  
Fin 1792, sur ordre du commissaire procureur du district de Tartas, la municipalité fit l'inventaire de l'argenterie de l'église (une lampe, une croix d'argent, un encensoir et une navette), et devait envoyer les biens au district. L'ensemble des objets en argent massif, d'un poids de vingt livres et seize onces, n'est finalement pas donné au district, la municipalité désobéit,.
Le 10 mai 1793, la République réquisitionne les cloches des églises afin de les convertir en canons. Le district de Tartas demande à Rion de descendre deux cloches sur les quatre, laissant la cloche de l'horloge de 1720 et la cloche de 1380, mais la commune ne s'exécute pas.
Finalement, à la fin de 1793, sur la pression des administrateurs du district au sujet de l'enlèvement des «signes extérieurs de fanatisme et de fédéralisme», la municipalité décide d'enfermer les fonts baptismaux dans du grillages de fer, de descendre la girouette du clocher, d'abattre toutes les croix de la commune, de faire sonner la cloche seulement la veille et le jour de décade, et d'enlever et donner les deux autres cloches au district.  
En 1794, le culte catholique cessa dans toute la France. Le 11 mars, l'église Saint-Barthélemy fut convertie en Temple de la Raison où était célébré le culte de la Raison et le culte décadaire, les autorités y présentaient les arrêtés et les lois à la population. Dans le carde de cette conversion, tous les signes relatifs au culte catholique devaient être détruits. Ainsi du 14 au 17 avril 1794, les cinq autels et retables furent détruits ainsi que les statues et autres signes religieux. Les débris sont laissés sur place. Fin 1794, le Temple de la Raison est converti en Temple de l’Être Suprême où était tenu le culte de l'Être suprême,.
Le 17 nivôse de l'an II de la République (le 5 janvier 1795), le commissaire d'Arnaudin du district de Tartas, vend aux enchères « les restes des dépouilles du fanatisme » qu'il restait dans l'église. Sont vendus tout le mobilier, les objets de culte dont l'argenterie, ainsi que les débris des cinq autels. Seule la chaire à prêcher résiste aux révolutionnaires,.

### Les réaménagements duXIXesiècle
Dès 1802, avec le rétablissement du culte, les marguillers successifs s'attachent à remeubler l'église dont seuls les derniers débris des autels sont présents à l'intérieur. Grâce à l'appel à la générosité et à la piété, de nouveaux objets de culte sont achetés, en 1825 fut construit l'autel dédié à saint Barthélemy par des Italiens, en 1827 l'autel dédié à saint Roch,.

En 1832, le cimetière, qui se trouvait dans l'enceinte fortifiée de l'église, est déplacé à son emplacement actuel (le cimetière Nogaro). En 1834, on rénove le clocher en bois et on détruit les fortifications. Avec leurs pierres sont pavées les rues du bourg et est construite une maison commune,.

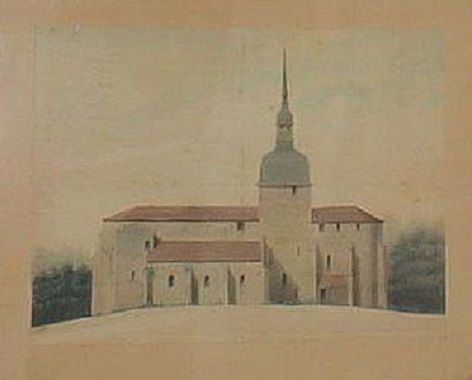
L'église gothique en 1866, côté nord. Dessin de l'architecte Gustave Alaux.

En 1837, à peine rénovée, la flèche en bois du clocher fut frappée par la foudre, qui l'incendia complètement.
Plus tard en 1847, on fait un appel à la générosité et à la piété des habitants, pour remplacer la cloche de l'horloge de 1720. La charité publique surpassa les attentes tellement que fut décidé de fondre deux cloches. Ces deux cloches furent fondues au pied de l'église le 11 novembre. L'horloge est changée en 1862.
L'accroissement de la population (passée de 1.200 habitants sous la Révolution à 2.263 en 1861) et l'état de ruine du clocher font ressentir dès le milieu du siècle le besoin d'une rénovation et d'un agrandissement. Le conseil municipal vote un crédit de 90.000 francs et approuve en mai 1867 le projet présenté par l'architecte bordelais Gustave Alaux, architecte de l'église Saint-Pierre de Morcenx bourg en 1863. Les travaux, estimés à la somme de 80.343 francs 39 centimes, sont adjugés pour 72.308 francs 97 centimes et sont confiés à l'entrepreneur Jules Lespessailles, de Tartas,.
Le chantier commence en mai 1868 par la destruction des trois sacristies qui étaient accolées à l'abside oriental, de la chapelle hors-œuvre dédiée à Notre-Dame, du haut du clocher et de l'abside occidentale. Le portail roman du XIIIe siècle qui était protégé par l'abside occidentale redevient la porte d'entrée, des nouveaux chapiteaux viennent l'entourer posés sur des colonnes de marbre rose, il est ensuite accompagné par l'édification du grand porche néo-roman. Le bas-côté nord gothique est agrandi vers l'ouest avec une quatrième travée et ajouré d'un portail ornemental néo-roman. Le mur sud est percé afin de construire le bas-côté sud identique au bas-côté nord. Le clocher est rebâti en pierre de taille avec une flèche culminant à 45 mètres. Dans le chœur sont percées deux nouvelles fenêtres, et un oculus dans le vieux mur du clocher (sur la façade pignon), des nouveaux vitraux sont installés et sont construites les deux sacristies jouxtant l'abside. Pour finir sont restaurés les murs, les piliers et les voûtes anciennes de la nef et du collatéral nord. Le chantier dont le décompte final porte la dépense à 91.404 francs et 58 centimes, est mené à bien en 1872, après une brève interruption due à la guerre franco-prussienne,.
Le dernier remaniement intervient en 1894, avec l'ajout, par l'architecte bordelais Paul Minvielle, d'une tribune sur la première travée de la nef, dont le rez-de-chaussée devient ainsi un vestibule ou une avant-nef. De 1892 à 1897, le décorateur local J. Ducournau couvre les murs et voûtes de peintures ornementales (supprimées à la fin du XXe siècle),.
En perçant les murs primitifs de l'église, ont été découverts un grand nombre de vases en terre, dont l'ouverture était tournée vers la nef. Ces échées avaient été mis intentionnellement dans ce mur pour augmenter la sonorité du vaisseau.

### Les dernières rénovations

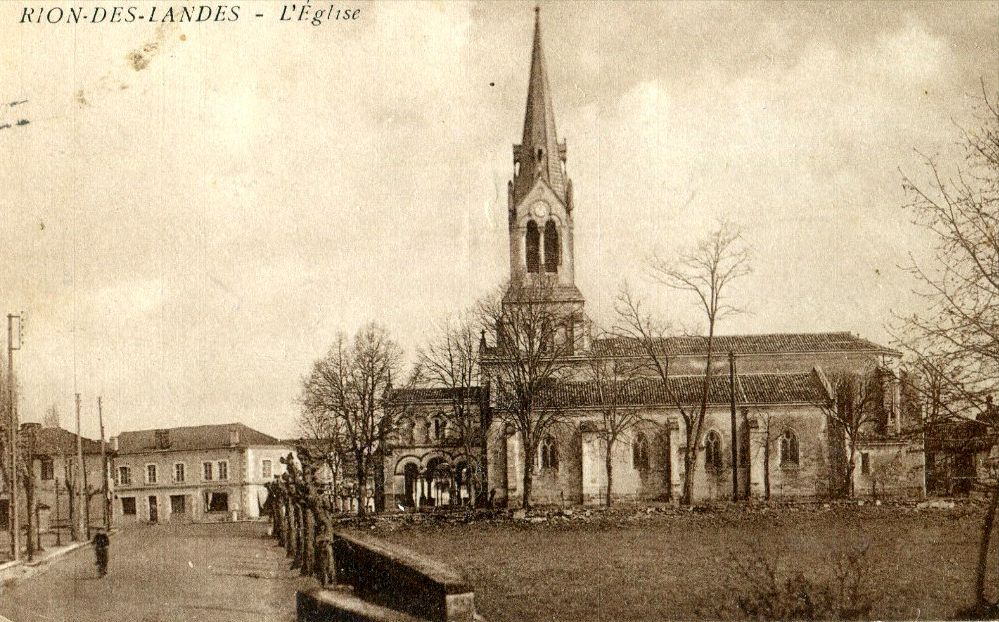
L'église au début du XXe siècle.

En 1918, est construit le monument aux morts dans le bas-côté sud, le premier de la commune.
Une restauration de l'intérieur est effectuée en 1968, les murs sont repeint avec des couleurs vives (orange, bleu, rouge, vert…), le maitre autel est remplacé par celui actuel qui est d'un seul bloc de granit. Les prie-Dieu et autres chaises personnelles sont remplacés par les bancs actuels.
Au début du XXIe siècle, l'édifice était noir de pollution et la flèche commençait à pencher. En 2005-2006 datent la restauration de l’extérieur de l'église qui fut réalisée par la municipalité rionnaise. Ils supprimeront la clôture à piliers de pierre et la grille ouvragée qui délimitaient un enclos autour de l'édifice.
De même, en 2009,  l'intérieur de l'église est restauré par l'association «les Amis de l’Église St-Barthélémy» : peintures à la chaux, réfection de l'électricité avec pose de plusieurs lustres, sonorisation, nettoyage et restauration de l'orgue avant de la placer en tribune.
Et pour finir, en 2019, l'association «les Amis de l’Église St-Barthélémy» acquiert une icône représentant saint Barthélémy, réalisée par l'iconographe Marie-Cécile Froment, accrochée dans le chœur.

## Architecture
Le monument mélange principalement le style néo-roman avec le porche, les portes et le clocher; et le style néo-gothique pour les ouvertures des vitraux. Le style roman est présent avec le portail du xiiie siècle et le style gothique avec les voûtes d'ogives intérieur.

### Le porche
Adossé au mur-pignon occidentale, le porche néo-roman date de 1868, il se compose de trois côtés ouvert par des arcades en triplet posées sur des colonnettes de marbre rose. Il possède un important décor sculpté, chacune des douze colonnettes est surmontée de chapiteaux sculptés représentant des feuilles lobées, feuilles dentelées, des palmettes, des bâton brisés... Sur les trois façades, les arcades sont ajourées de frise en pointes de diamant et de fleurettes, interrompues par des motifs de feuilles et de pommes de pin, juxtaposé d'une frise sculptée représentant des motifs de grue (à l'ouest) de navette (sud) et de bouton crucifère (nord). Au niveau supérieur, les douze chapiteaux sont décorés de motif de palmette, de feuille romane et de grappe de raisin. Au sommet de la façade ouest se trouvent deux têtes de félins démoniaques en haut-relief et une croix pattée et nimbée en ronde bosse en amortissement. Le sol est en carreaux de pierre de Bidache disposés en losange. La clef de voûte montre un plan d'église, porte-mine, compas et règle d'architecte, et porte l'inscription «Alaux Architecte 1868». L'ensemble de l'important décor sculpté de l'édifice est exécuté par le sculpteur Vincent Saint-Sébastien, les pierres viennent de Mugron et d'Angoulême,.
Le porche protège l'unique vestige de l'église romane primitive, le remarquable portail roman datant du xiie siècle au XIIie siècle est le seul vestige de l'église romane primitive. Il développe l'essentiel du mystère chrétien, il comporte le tympan et les quatre premiers chapiteaux. Le tympan montre le Christ en majesté inscrit dans une mandorle, assis sur un trône de gloire et entouré des quatre évangélistes : saint Matthieu (l'ange), saint Jean (l'aigle), saint Marc (le lion) et saint Luc (le taureau). Le tympan est surmonté de voussures. Leurs cinq ornements (torsades, étoiles, perles, tores, bandelettes) représentent la beauté et la joie de la vie avec Dieu. Sur le premier chapiteau de droite, l'enfant Jésus est présenté au Temple. Le motif représenté sur le second chapiteau n'est pas attesté. Le premier chapiteau de gauche représente la fuite en Égypte et le massacre de Bethléem. Le second développe le thème de la Résurrection à travers l'allégorie de Daniel dans la fosse aux lions,.

### La nef et les collatéraux
La nef actuelle est à l'emplacement de la nef de l'église romane primitive, elle est reconstruite autour du xve siècle et du xvie siècle avec le collatéral nord et le chevet (abside orientale), dans un style gothique dont en atteste les voûtes d'ogives. La clef de voute de la travée oriental de la nef date du XVIe siècle, et représente le monogramme SB (pour saint Barthélemy) entourant un couteau,.
Le collatéral nord présente trois clefs de voutes qui date du xvie siècle elles représentes un cœur, une étoile et une fleur de lys. En 1868 le collatéral est agrandi avec la construction de la travée comportant une des portes ornementales, au dessus de celle ci se trouve un médaillon comportant une équerre, un marteau, un instrument de maçon et le nom de l'entrepreneur du chantier de 1868 Jules Lespessailles. La clef de voute de la nouvelle travée porte le nom du maire Guillaume Marcellin Tartas. 
Le collatéral sud est construit en 1868 sur le modèle du collatéral nord, ses clef de voute représente : le monogramme SB (pour saint Barthélemy) doré sur fond rouge, entouré d'un cercle perlé doré (4e travée) ; armoiries du pape Pie IX sur fond rouge, entourées d'un cercle perlé (3e travée) ; armoiries de Mgr Epivent, évêque d'Aire, sur fond rouge (2e travée) ; calice, étole et croix pastorale sur fond rouge. Le médaillon au dessus de la deuxième porte ornementale montre un ciseau et un marteau de sculpteur et porte le nom du sculpteur Sébastien.

Le sol de l'édifice en carreaux de ciment, le sol du chevet est à l'arrière de l'autel est en carreaux de pierre de Bidache d'origine, la partie avant est en pierre de Bidache de 1868. Les sol des sacristies sont en carreaux de brique de Laluque, posés en losange,.   

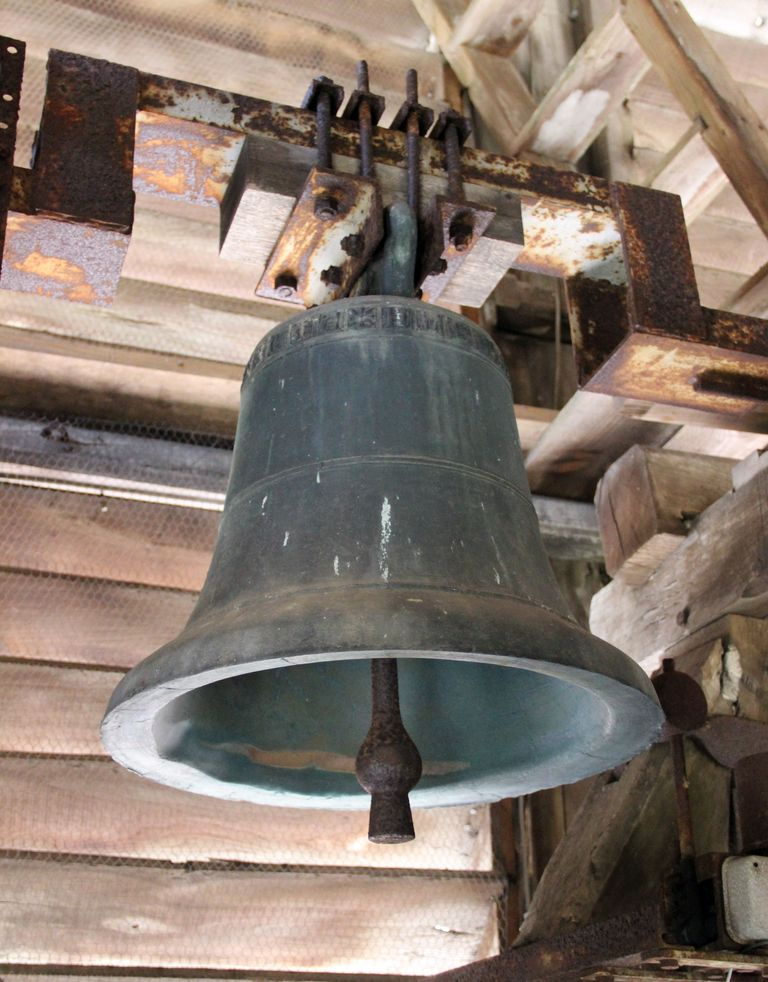
La plus vieille cloche des Landes datant de 1380.

### Le clocher
Elevant l'édifice à 45m de haut, le clocher-tour est rebâtie en 1868 sur les bases de l'ancien (au niveau de la toiture). Il possède trois niveaux, le premier niveau construit en pierre de Bourg, présente sur les façades nord et sud des arcs soutenue par des colonnes surmontées de chapiteaux sculptés. Le deuxième étage en pierre d'Angoulême, est le beffroi contenant un ensemble de 2 cloches fondues le 11 novembre 1847 sur lesquelles sont gravés « Santa-Maria » et « Sanctus-Bartholomeus », ainsi qu'une cloche du XIVe siècle. Les façades du beffroi sont ouverte de grandes baies, ajourées de colonnes monolithe de marbre rose (2.40 m de haut 0.27 de diamètre) surmontées de chapiteaux sculptés. Au dessus sont installés les cadrans de l'horloge l'horloge (du milieux du xxe siècle, auteur Jean et Joseph Lussault). Le troisième niveau et la flèche pyramidale et octogonale exécutée entièrement en pierre d'Angoulême, percée de quatre lucarnes ajourée de colonnettes avec bases et chapiteaux et d'un fleuron au sommet. La flèche et surmontée d'un fleuron de couronnement en pierre de Mugron,.

### Mobilier
Les fonts baptismaux en marbre noir veiné de gris des Pyrénées datent de la fin du xviiie siècle ou du début du siècle suivant.
Le chœur se compose de 3 verrières de 1868 réalisées par le maître verrier bordelais Isidore Pomès. Voici leur signification:
- Vitrail côté nord : Saint Mathieu et saint Luc avec Dieu le Fils dans le trèfle.
- Vitrail du milieu : Saint Pierre et saint Paul avec Dieu le Père dans le trèfle.
- Vitrail côté sud : Saint Jean et saint Marc avec le Saint Esprit sous la forme d'une colombe dans le trèfle.

Les vitraux symboliques des bas-côtés nord sud, les plus près des autels, sont fabriqués et posés en 2010 par la verrière dacquoise Brigitte Nogaro.
Il y a trois autels,:
- L'autel en marbre côté nord date de 1868, est dédié à saint Joseph.
- L'autel en marbre côté sud date de 1868, est dédié à la Vierge Marie.
- l'autel de chœur date de 1968, il s'agit d'un seul bloc de granite de Cauterets.

L'orgue a été réalisé par la maison Pesce à Pau en 1972.

## Objets classés
L'église possède 2 objets classés : 
- la chaire à prêcher à double escalier en bois sculpté datant du XVIIIe siècle (1750-1770), réalisée par le menuisier ébéniste Pierre Floché (1656-1746), elle est remaniée en 1865. Inscrite au titre d'objet le 18 juin 2020[23].

- une cloche en bronze datant du Moyen Âge, son profil en « pain de sucre » et son inscription en lettres onciales permet de la dater du XIVe siècle, elle est la plus vieille cloche du département. Son pourtour supérieur est orné de fleurs (« marguerite ») et de l'inscription en lettres onciales « AVE [fleur] MARIA [fleur] ORA CITA [fleur] PLENA ANS », que l'on peut traduire en « je vous salue marie, priez pour l'enfant d'un an ».

Survivante des guerres et de la Révolution, elle est classée le 5 juin 2003.

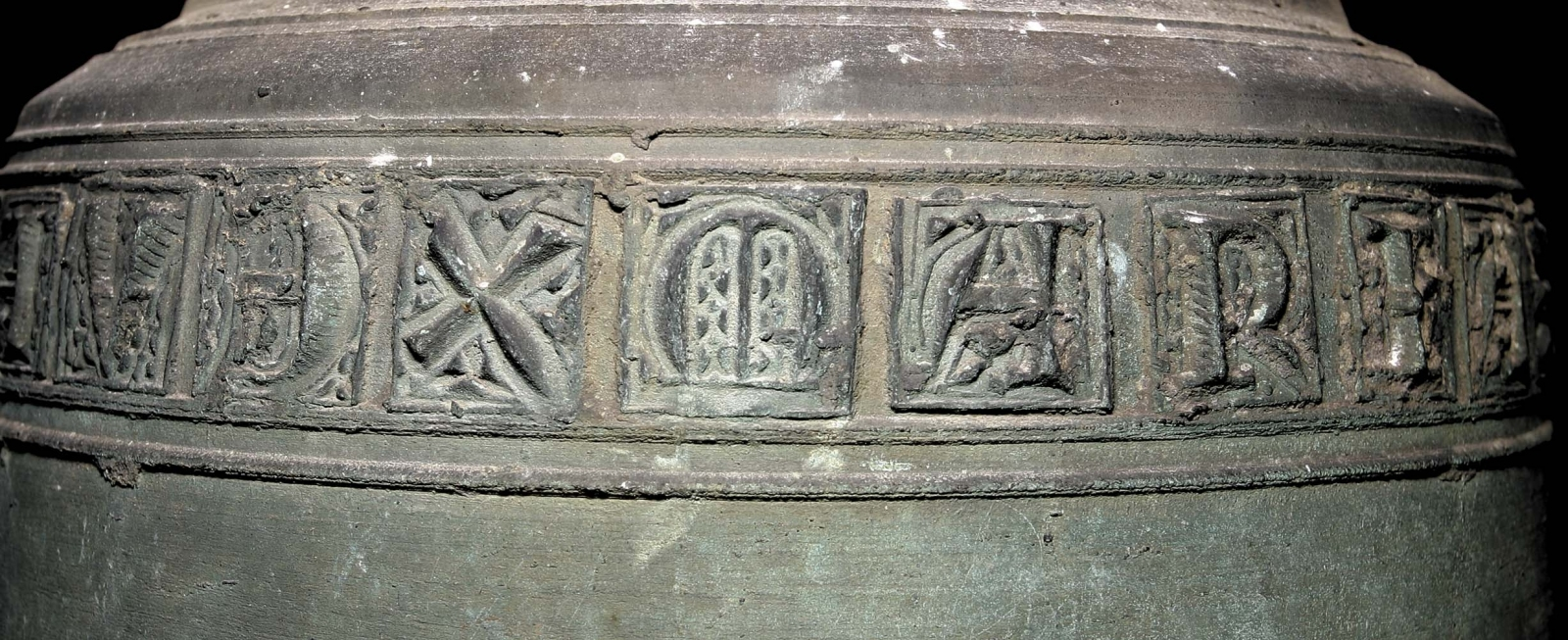
Un extrait de la frise du pourtour supérieur, avec écrit "Ave Maria", séparé d'une fleur.

## Galerie

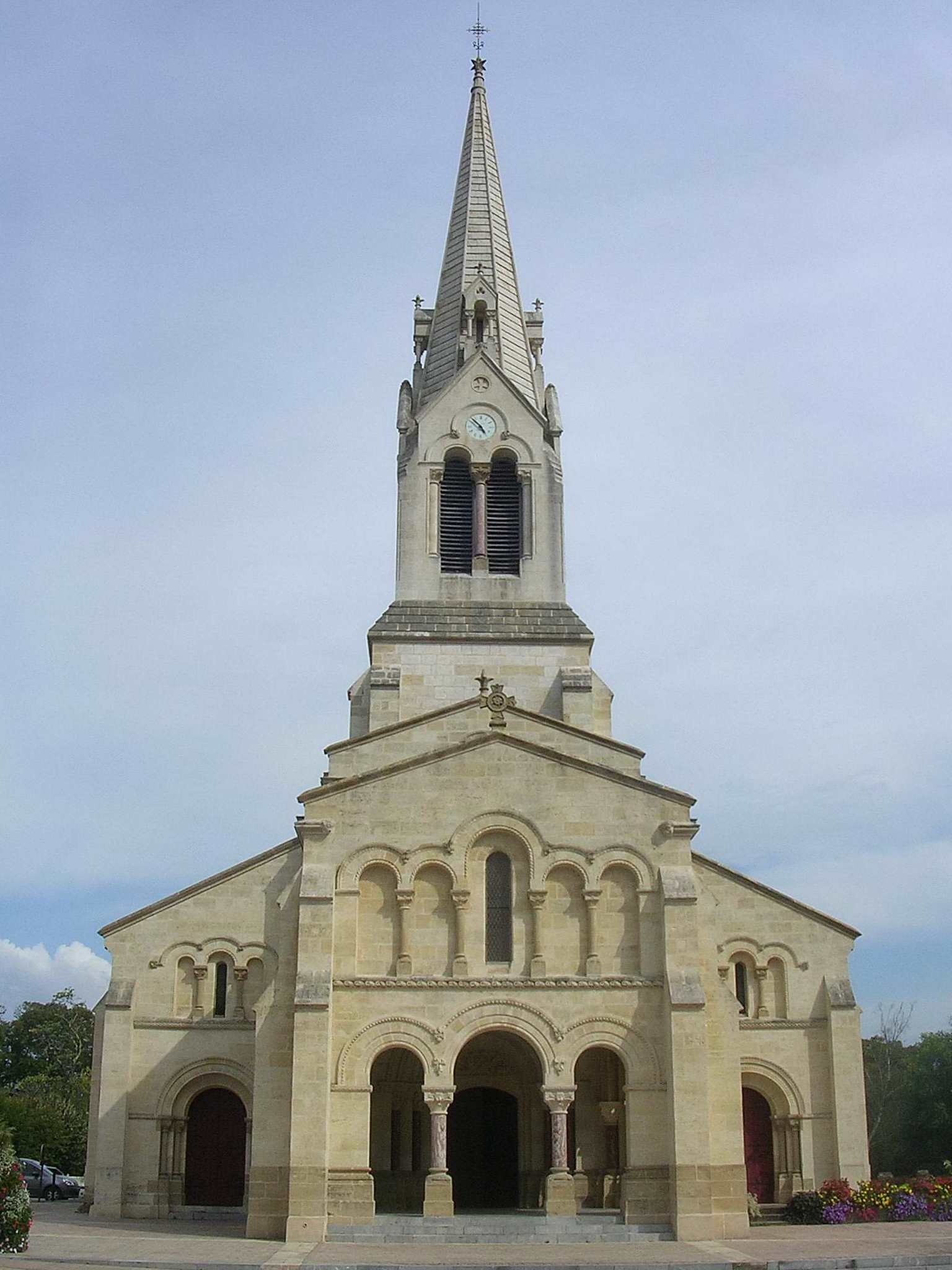
Vue de face.
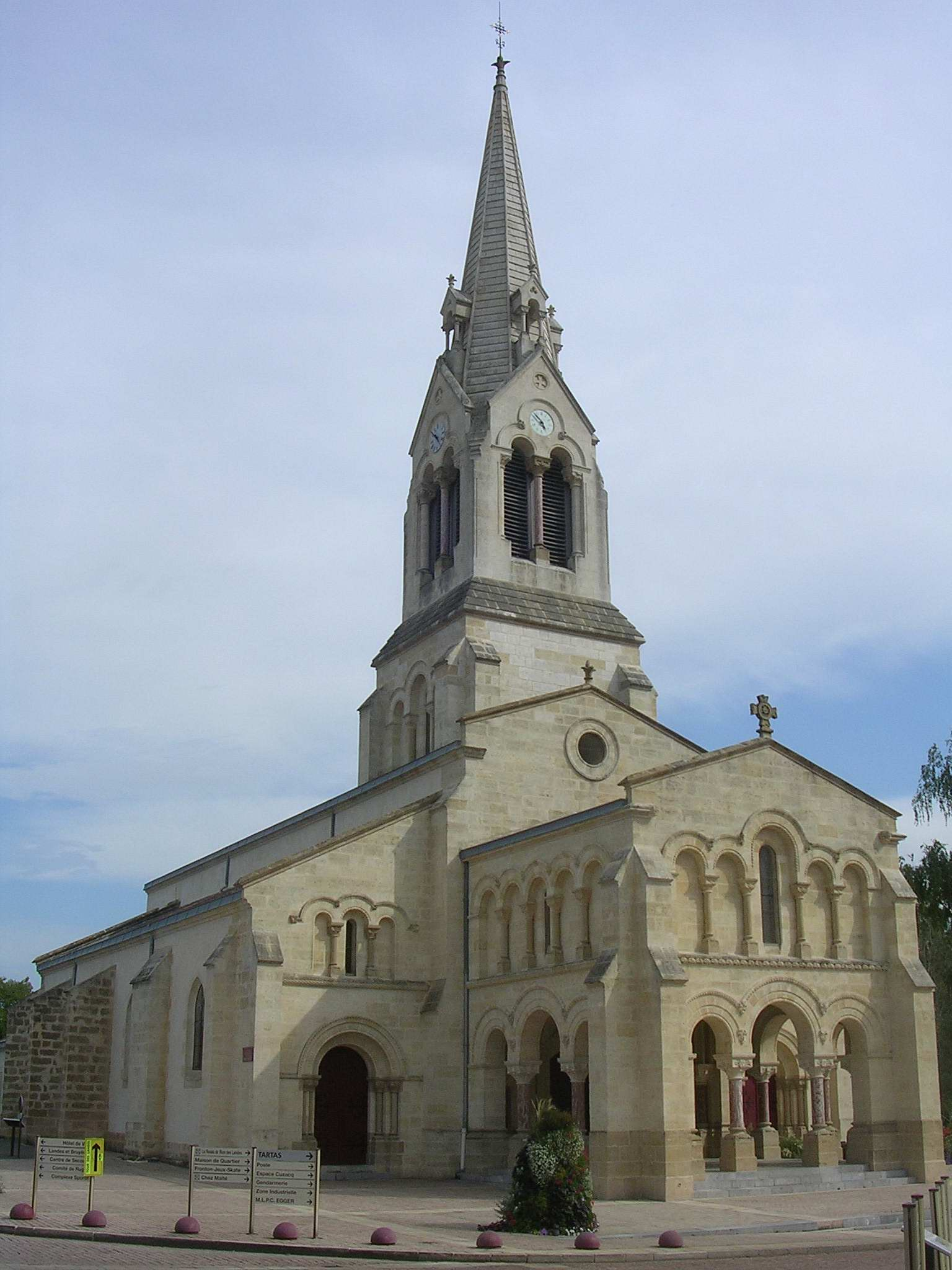
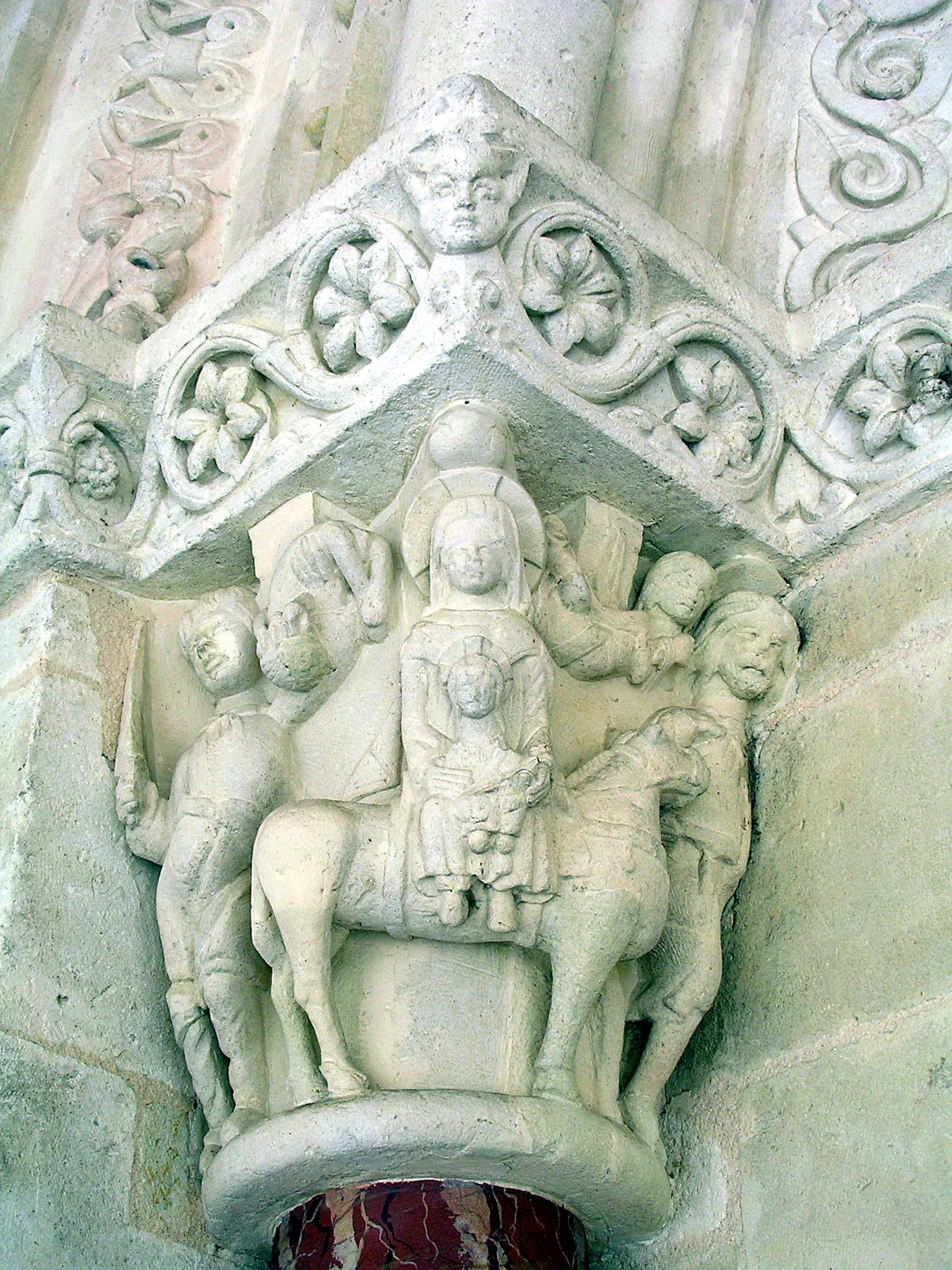
Chapiteau représentant la fuite en Égypte.
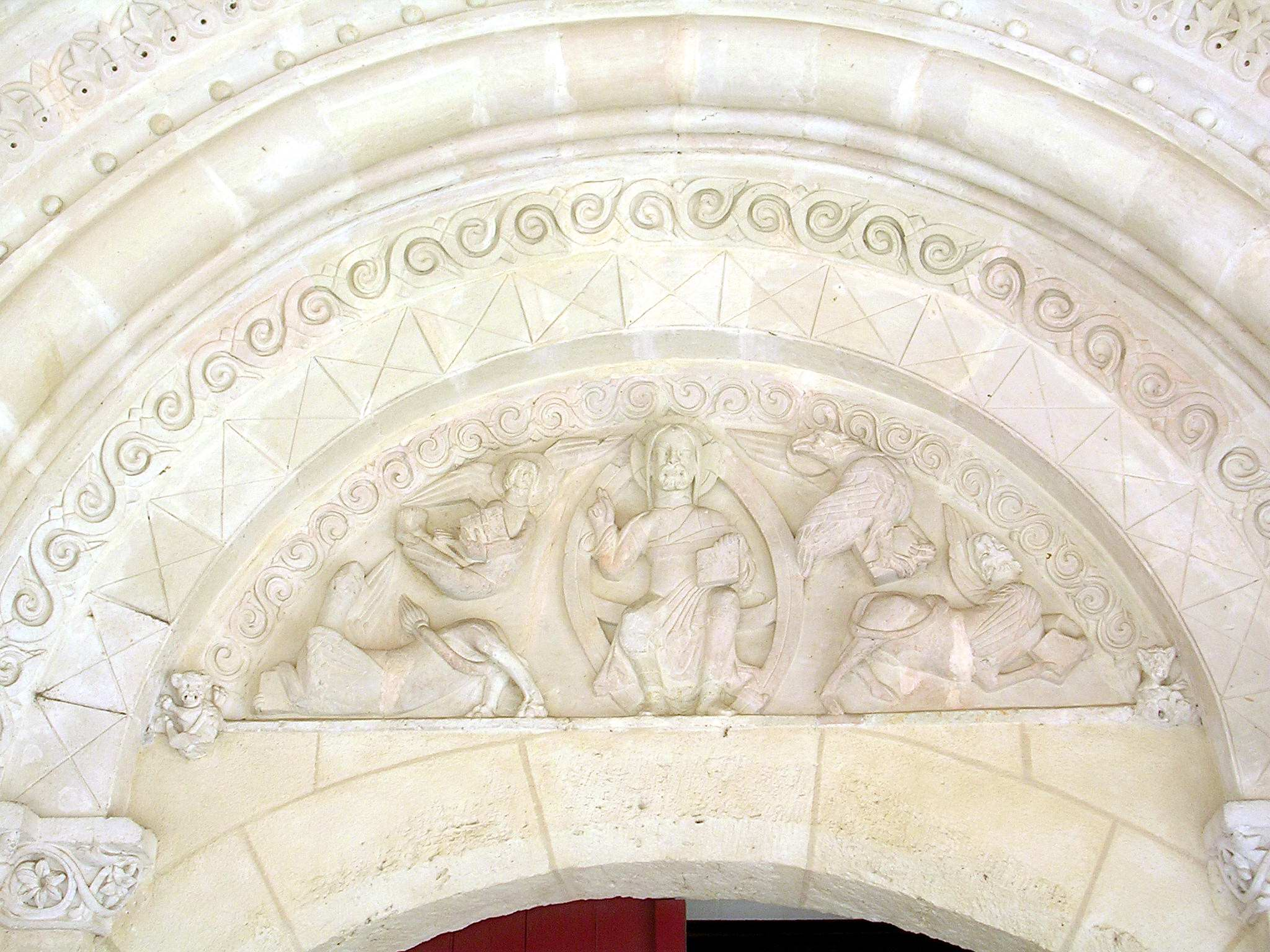
Le tympan
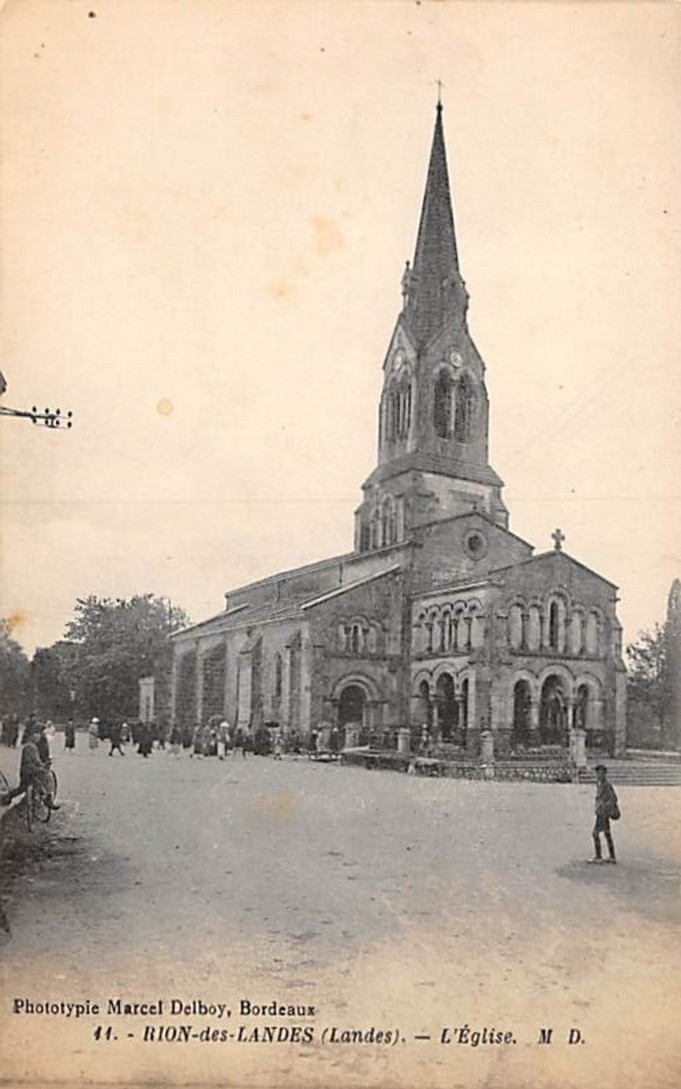
Carte postale du milieu du XXe siècle.
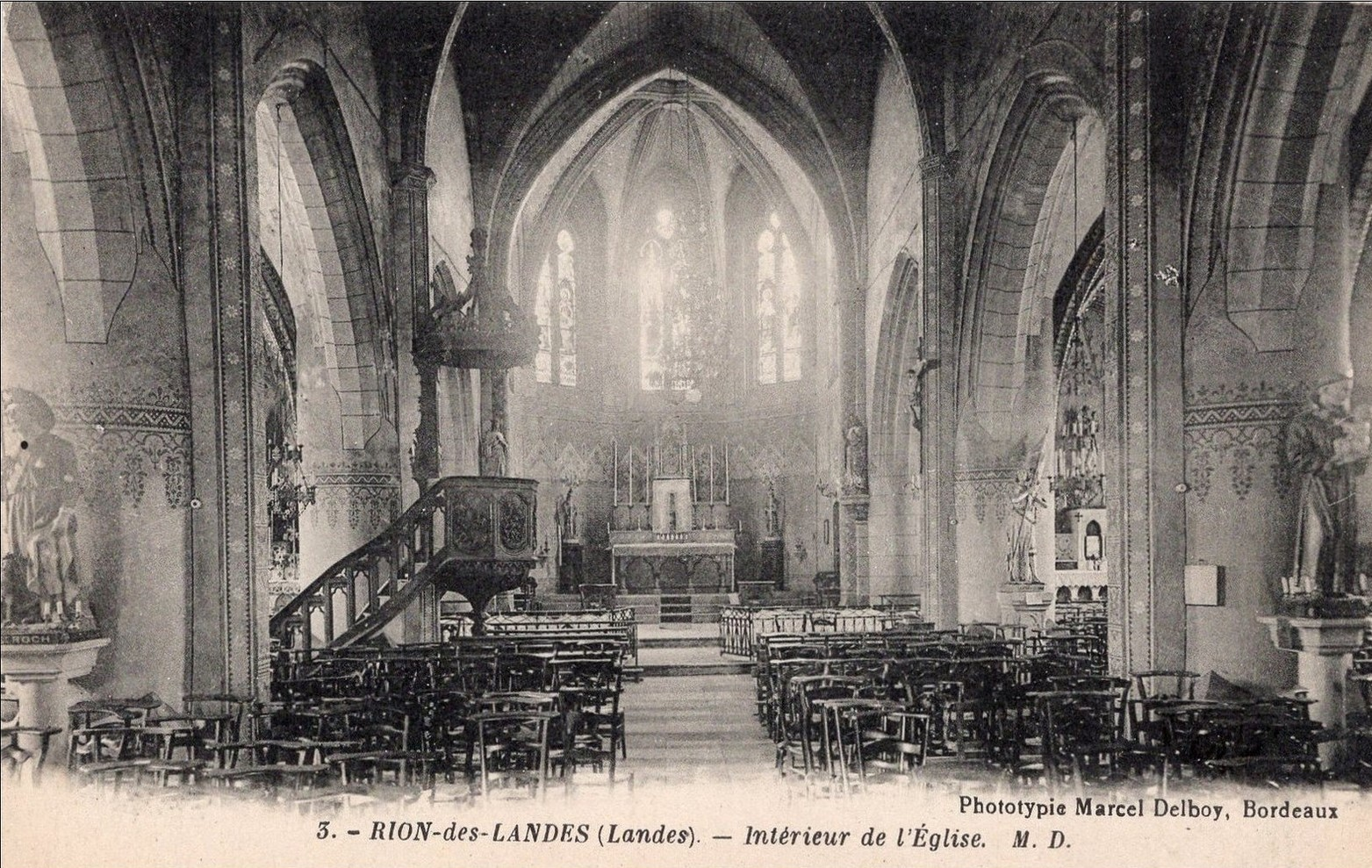
L'intérieur début XXe siècle.
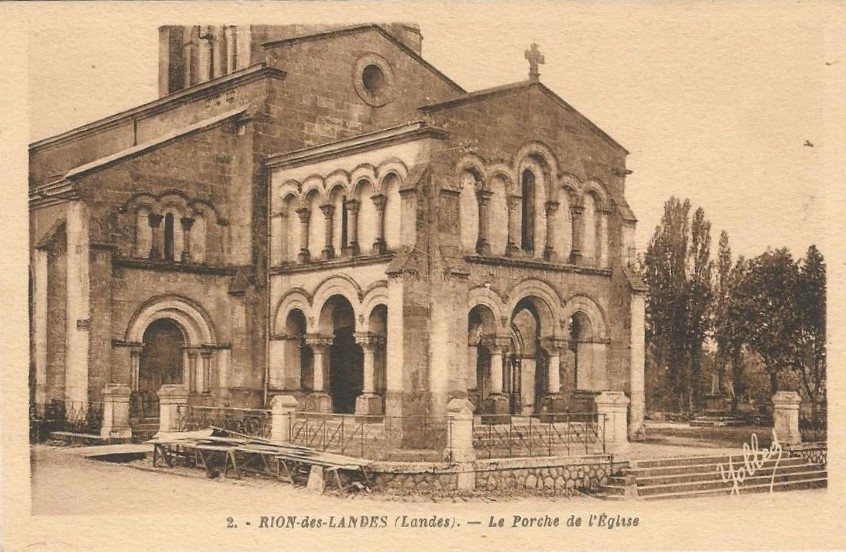
Le porche au milieu du XXe siècle.